# Morti nel 2024/Febbraio
| Questa pagina contiene informazioni ricavate automaticamente dalle voci biografiche con l'ausilio del template Bio e di un bot. L'aggiornamento è periodico e automatico e ricostruisce completamente la pagina. Se manca una persona in questa lista, sei pregato di non aggiungerla, ma accertati piuttosto che la sua voce biografica contenga il template Bio e che i dati anagrafici siano correttamente compilati. Se il template Bio manca, inseriscilo tu stesso o, in alternativa, metti l'avviso {{tmp\|Bio}} che ne segnala la mancanza. Se i dati riportati sono sbagliati, correggi direttamente la voce biografica; le modifiche saranno visibili in questa lista entro pochi giorni. Per chiarimenti vedi il progetto biografie. La lista contiene solo le 213 persone che sono citate nell'enciclopedia e per le quali è stato implementato correttamente il template Bio. Pagina aggiornata al 10 lug 2025. |

- 1º febbraio - Mark Gustafson, animatore e regista statunitense (n. 1959)
- 1º febbraio - Patrick Hanks, lessicografo e linguista britannico (n. 1940)
- 1º febbraio - Michel Jazy, mezzofondista francese (n. 1936)
- 1º febbraio - Giuseppe Marcenaro, scrittore e saggista italiano (n. 1942)
- 1º febbraio - Jim Rowinski, cestista statunitense (n. 1961)
- 1º febbraio - Carl Weathers, attore, regista e giocatore di football americano statunitense (n. 1948)
- 2 febbraio - Luciano Alfieri, calciatore italiano (n. 1936)
- 2 febbraio - Alessandro Barberis, dirigente d'azienda italiano (n. 1937)
- 2 febbraio - Wilhelmenia Fernandez, attrice e soprano statunitense (n. 1949)
- 2 febbraio - Jonnie Irwin, conduttore televisivo, scrittore e dirigente d'azienda britannico (n. 1973)
- 2 febbraio - Francisco Jara, calciatore messicano (n. 1941)
- 2 febbraio - Wayne Kramer, musicista e chitarrista statunitense (n. 1948)
- 2 febbraio - Don Murray, attore statunitense (n. 1929)
- 2 febbraio - Lorenzo Olarte, politico, banchiere e dirigente d'azienda spagnolo (n. 1932)
- 2 febbraio - Lino Pizzoferrato, ciclista su strada italiano (n. 1936)
- 2 febbraio - Christopher Priest, scrittore di fantascienza britannico (n. 1943)
- 3 febbraio - Aston Barrett, musicista, bassista e produttore discografico giamaicano (n. 1946)
- 3 febbraio - Pavel Ploc, biatleta cecoslovacco (n. 1943)
- 3 febbraio - Helena Rojo, attrice messicana (n. 1944)
- 3 febbraio - Vittorio Emanuele di Savoia, nobile italiano (n. 1937)
- 3 febbraio - Vittorio Vidotto, storico italiano (n. 1941)
- 3 febbraio - Mariolina Zitta, cestista italiana (n. 1961)
- 4 febbraio - Galina Alekseeva, tuffatrice sovietica (n. 1947)
- 4 febbraio - Agostino Borromeo, storico italiano (n. 1944)
- 4 febbraio - Tino Celio, ingegnere, imprenditore e hockeista su ghiaccio svizzero (n. 1928)
- 4 febbraio - Earl Cureton, cestista e allenatore di pallacanestro statunitense (n. 1957)
- 4 febbraio - Hage Geingob, politico namibiano (n. 1941)
- 4 febbraio - Kurt Hamrin, calciatore e allenatore di calcio svedese (n. 1934)
- 4 febbraio - Barry John, rugbista a 15 gallese (n. 1945)
- 4 febbraio - Giacomo Losi, calciatore e allenatore di calcio italiano (n. 1935)
- 4 febbraio - Antonio Paolucci, storico dell'arte, funzionario e museologo italiano (n. 1939)
- 4 febbraio - Daniele Segre, regista, sceneggiatore e montatore italiano (n. 1952)
- 5 febbraio - Dries van Agt, avvocato, insegnante e diplomatico olandese (n. 1931)
- 5 febbraio - Walter van den Broeck, scrittore e drammaturgo belga (n. 1941)
- 5 febbraio - Liljana Cingu, ballerina albanese (n. 1950)
- 5 febbraio - Toby Keith, cantautore, musicista e attore statunitense (n. 1961)
- 5 febbraio - Tsutomu Hanahara, lottatore giapponese (n. 1940)
- 5 febbraio - Michael Jayston, attore britannico (n. 1935)
- 5 febbraio - Jean Malaurie, esploratore, geografo e cartografo francese (n. 1922)
- 5 febbraio - Chris Paling, scrittore e sceneggiatore britannico (n. 1956)
- 6 febbraio - John Bruton, politico e diplomatico irlandese (n. 1947)
- 6 febbraio - Shreela Flather, politica britannica (n. 1934)
- 6 febbraio - Miguel Ángel González, calciatore e dirigente sportivo spagnolo (n. 1947)
- 6 febbraio - Seiji Ozawa, direttore d'orchestra giapponese (n. 1935)
- 6 febbraio - Sebastián Piñera, politico e imprenditore cileno (n. 1949)
- 6 febbraio - Wang Xi'An, artista marziale cinese (n. 1944)
- 6 febbraio - Robert M. Young, regista, sceneggiatore e direttore della fotografia statunitense (n. 1924)
- 6 febbraio - Stefan Jerzy Zweig, scrittore austriaco (n. 1941)
- 7 febbraio - Luigi Arienti, ciclista su strada e pistard italiano (n. 1937)
- 7 febbraio - Alfredo Castelli, fumettista e critico letterario italiano (n. 1947)
- 7 febbraio - Maria Fida Moro, politica italiana (n. 1946)
- 7 febbraio - Vladyslav Rykov, aviatore e militare ucraino (n. 1993)
- 8 febbraio - Charlotte Froese Fischer, matematica, fisica e informatica sovietica (n. 1929)
- 8 febbraio - Gurdev Singh, hockeista su prato indiano (n. 1933)
- 8 febbraio - Guy Van Sam, calciatore francese (n. 1935)
- 9 febbraio - Robert Badinter, avvocato e politico francese (n. 1928)
- 9 febbraio - Jenny Estrada, giornalista, scrittrice e storica ecuadoriana (n. 1940)
- 9 febbraio - Roland Grip, calciatore svedese (n. 1941)
- 9 febbraio - André Hendryckx, ciclista su strada belga (n. 1943)
- 9 febbraio - Damo Suzuki, cantante e chitarrista giapponese (n. 1950)
- 9 febbraio - Jimmy Van Eaton, batterista statunitense (n. 1937)
- 9 febbraio - Klaus Zink, calciatore tedesco (n. 1936)
- 10 febbraio - Janilla Bruckmann, scrittrice e antropologa italiana (n. 1939)
- 10 febbraio - Günter Brus, pittore, scrittore e performance artist austriaco (n. 1938)
- 10 febbraio - Kelvin Kiptum, maratoneta keniota (n. 1999)
- 10 febbraio - Ian Lawson, calciatore inglese (n. 1939)
- 10 febbraio - Edward Lowassa, politico tanzaniano (n. 1953)
- 10 febbraio - Paul Neary, fumettista britannico (n. 1949)
- 11 febbraio - Allen Bard, chimico statunitense (n. 1933)
- 11 febbraio - Paul Martinez, musicista britannico (n. 1947)
- 11 febbraio - Giuseppe Matulli, politico italiano (n. 1938)
- 11 febbraio - Nerio Nesi, politico, banchiere e partigiano italiano (n. 1925)
- 11 febbraio - Bernard Schmied, cestista svizzero (n. 1933)
- 12 febbraio - Paul-Siméon Ahouanan Djro, arcivescovo cattolico ivoriano (n. 1952)
- 12 febbraio - Luigi Ferri, superstite dell'Olocausto italiano (n. 1932)
- 12 febbraio - Mounir Hamoud, calciatore marocchino (n. 1985)
- 12 febbraio - Robert Huscher, bobbista statunitense (n. 1938)
- 12 febbraio - Ugo Intini, politico e giornalista italiano (n. 1941)
- 12 febbraio - Zdenko Morovic, calciatore venezuelano (n. 1966)
- 12 febbraio - Vincenzo Siniscalchi, avvocato e politico italiano (n. 1931)
- 12 febbraio - Giovanni d'Artegna, scultore italiano (n. 1928)
- 13 febbraio - Ursicin Gion Gieli Derungs, teologo, filosofo e scrittore svizzero (n. 1935)
- 13 febbraio - Alain Dorval, attore e doppiatore francese (n. 1946)
- 13 febbraio - Frans van der Hoff, missionario olandese (n. 1939)
- 13 febbraio - Sergio Mantegazza, imprenditore svizzero (n. 1927)
- 13 febbraio - Gertrude Ndombe, cestista della Repubblica Democratica del Congo (n. 1960)
- 13 febbraio - Gabriela Pando, hockeista su prato e allenatrice di hockey su prato argentina (n. 1970)
- 13 febbraio - Dieter Pauly, arbitro di calcio tedesco (n. 1942)
- 13 febbraio - Robert Varnajo, ciclista su strada e pistard francese (n. 1929)
- 13 febbraio - Johanna von Koczian, attrice e cantante tedesca (n. 1933)
- 14 febbraio - Peter Armitage, statistico britannico (n. 1924)
- 14 febbraio - Luisa Bongrani, egittologa e archeologa italiana (n. 1939)
- 14 febbraio - Diego Chávez Collins, calciatore messicano (n. 1995)
- 14 febbraio - Sasha Montenegro, attrice messicana (n. 1946)
- 14 febbraio - Jacques Rousseau, lunghista francese (n. 1951)
- 15 febbraio - Enrique Badía Romero, fumettista spagnolo (n. 1930)
- 15 febbraio - Gérard Barray, attore francese (n. 1931)
- 15 febbraio - Hannelore Heckmair, sciatrice alpina tedesca (n. 1939)
- 15 febbraio - Kagney Linn Karter, attrice pornografica e modella statunitense (n. 1987)
- 15 febbraio - Henry Rono, mezzofondista e siepista keniota (n. 1952)
- 15 febbraio - Jenny Staley, tennista australiana (n. 1934)
- 16 febbraio - Vasco Cantarello, canottiere italiano (n. 1936)
- 16 febbraio - Giorgio Malentacchi, politico italiano (n. 1934)
- 16 febbraio - Ian McMillan, calciatore scozzese (n. 1931)
- 16 febbraio - Aleksej Naval'nyj, attivista, politico e blogger russo (n. 1976)
- 16 febbraio - Jan Johnsen Sørensen, calciatore e allenatore di calcio danese (n. 1955)
- 16 febbraio - Jorge Toro, calciatore cileno (n. 1939)
- 17 febbraio - Lefty Driesell, cestista e allenatore di pallacanestro statunitense (n. 1931)
- 17 febbraio - Johan Galtung, sociologo e matematico norvegese (n. 1930)
- 17 febbraio - Peter Michael Muhich, vescovo cattolico statunitense (n. 1961)
- 17 febbraio - Jaap Oudkerk, pistard olandese (n. 1937)
- 17 febbraio - Vera Talchi, attrice francese (n. 1934)
- 17 febbraio - Levan Tediašvili, lottatore sovietico (n. 1948)
- 17 febbraio - Juan María Uriarte Goiricelaya, vescovo cattolico spagnolo (n. 1933)
- 17 febbraio - Franco Venturini, regista, attore e sceneggiatore italiano (n. 1937)
- 18 febbraio - Abílio Diniz, imprenditore e pilota automobilistico brasiliano (n. 1936)
- 18 febbraio - Tony Ganios, attore statunitense (n. 1959)
- 18 febbraio - Emile Shoufani, presbitero palestinese (n. 1947)
- 18 febbraio - Cornelio Sommaruga, diplomatico e funzionario svizzero (n. 1932)
- 19 febbraio - Jan Assmann, storico e egittologo tedesco (n. 1938)
- 19 febbraio - Paul D'Amato, attore statunitense (n. 1949)
- 19 febbraio - Raffaele Delfino, politico italiano (n. 1931)
- 19 febbraio - Ira von Fürstenberg, nobile, attrice e designer italiana (n. 1940)
- 19 febbraio - Robert Reid, cestista e allenatore di pallacanestro statunitense (n. 1955)
- 19 febbraio - Stewart Robertson, direttore d'orchestra e pianista britannico (n. 1948)
- 19 febbraio - Bobby Tench, chitarrista britannico (n. 1944)
- 19 febbraio - Carlos Manuel Urzúa Macías, politico e economista messicano (n. 1955)
- 20 febbraio - Roland Bertin, attore francese (n. 1930)
- 20 febbraio - Andreas Brehme, calciatore e allenatore di calcio tedesco (n. 1960)
- 20 febbraio - Vasile Dîba, canoista rumeno (n. 1954)
- 20 febbraio - Martin Hole, fondista norvegese (n. 1959)
- 20 febbraio - Carmelo La Torre, calciatore italiano (n. 1954)
- 20 febbraio - Vladimir Makeranec, regista e direttore della fotografia russo (n. 1947)
- 20 febbraio - Steve Paxton, ballerino e coreografo statunitense (n. 1939)
- 20 febbraio - Roberto Pérez, calciatore boliviano (n. 1960)
- 20 febbraio - Charles Swini, calciatore malawiano (n. 1985)
- 20 febbraio - Maria Venturi, scrittrice, giornalista e autrice televisiva italiana (n. 1933)
- 21 febbraio - Roger Guillemin, medico e neurologo francese (n. 1924)
- 21 febbraio - Gerd Konzag, cestista tedesco (n. 1930)
- 21 febbraio - Micheline Presle, attrice francese (n. 1922)
- 21 febbraio - Pamela Salem, attrice e impresaria teatrale britannica (n. 1944)
- 21 febbraio - John Savident, attore britannico (n. 1938)
- 22 febbraio - Paul Bradshaw, calciatore inglese (n. 1956)
- 22 febbraio - Edie Ceccarelli, supercentenaria statunitense (n. 1908)
- 22 febbraio - Els de Groot, cestista olandese (n. 1942)
- 22 febbraio - Cedrick Hordges, cestista statunitense (n. 1957)
- 22 febbraio - Artur Jorge, calciatore e allenatore di calcio portoghese (n. 1946)
- 22 febbraio - Alois Kothgasser, arcivescovo cattolico austriaco (n. 1937)
- 22 febbraio - John Lowe, pianista britannico (n. 1942)
- 22 febbraio - Paila Pavese, doppiatrice, direttrice del doppiaggio e attrice italiana (n. 1942)
- 22 febbraio - Gaetano Riina, mafioso italiano (n. 1933)
- 22 febbraio - Paramjit Singh, cestista indiano (n. 1952)
- 22 febbraio - Jean-Guy Talbot, hockeista su ghiaccio e allenatore di hockey su ghiaccio canadese (n. 1932)
- 23 febbraio - Irene Camber, schermitrice italiana (n. 1926)
- 23 febbraio - Ronnie Campbell, politico britannico (n. 1943)
- 23 febbraio - Wilson Fittipaldi, pilota automobilistico brasiliano (n. 1943)
- 23 febbraio - Lanny Flaherty, attore statunitense (n. 1942)
- 23 febbraio - Chris Gauthier, attore britannico (n. 1976)
- 23 febbraio - Jackie Loughery, modella e attrice statunitense (n. 1930)
- 23 febbraio - Manohar Joshi, politico indiano (n. 1937)
- 23 febbraio - Francesco Marinelli, arcivescovo cattolico italiano (n. 1935)
- 23 febbraio - Harry Melrose, calciatore e allenatore di calcio scozzese (n. 1935)
- 23 febbraio - Claude Montana, stilista francese (n. 1947)
- 23 febbraio - Antonio Mundo, politico italiano (n. 1938)
- 23 febbraio - Rui Rodrigues, calciatore e allenatore di calcio portoghese (n. 1943)
- 23 febbraio - Mioara Roman, scrittrice, giornalista e traduttrice rumena (n. 1940)
- 24 febbraio - Pasqualino Abeti, velocista italiano (n. 1948)
- 24 febbraio - Stan Bowles, calciatore inglese (n. 1948)
- 24 febbraio - Giampiero Calloni, calciatore italiano (n. 1938)
- 24 febbraio - Felice Del Vecchio, scrittore e saggista italiano (n. 1929)
- 24 febbraio - Ulrik le Fevre, procuratore sportivo e calciatore danese (n. 1946)
- 24 febbraio - Ramona Fradon, fumettista statunitense (n. 1926)
- 24 febbraio - Ahmed Abdul-Ghafur, politico iracheno (n. 1955)
- 24 febbraio - Martti Mansikka, ginnasta finlandese (n. 1933)
- 24 febbraio - Kenneth Mitchell, attore canadese (n. 1974)
- 24 febbraio - Chris Nicholl, calciatore e allenatore di calcio inglese (n. 1946)
- 24 febbraio - Brian Stableford, scrittore di fantascienza, critico letterario e traduttore britannico (n. 1948)
- 25 febbraio - Carlo Bavagnoli, fotoreporter italiano (n. 1932)
- 25 febbraio - Patrick Cormack, politico, storico e giornalista britannico (n. 1939)
- 25 febbraio - Charles Dierkop, attore statunitense (n. 1936)
- 25 febbraio - Gabriela Grillo, cavallerizza tedesca (n. 1952)
- 25 febbraio - Georg Riedel, musicista e compositore svedese (n. 1934)
- 25 febbraio - Zong Qinghou, imprenditore cinese (n. 1945)
- 26 febbraio - Jorge Acuña, calciatore uruguaiano
- 26 febbraio - Ole Anderson, wrestler statunitense (n. 1942)
- 26 febbraio - Ernesto Assante, giornalista, critico musicale e blogger italiano (n. 1958)
- 26 febbraio - Giuseppe D'Altrui, pallanuotista e allenatore di pallanuoto italiano (n. 1934)
- 26 febbraio - Salah Larbès, calciatore algerino (n. 1952)
- 26 febbraio - René Pollesch, regista teatrale, scrittore e drammaturgo tedesco (n. 1962)
- 26 febbraio - Jacob Rothschild, IV barone Rothschild, banchiere britannico (n. 1936)
- 26 febbraio - Jaakko Teppo, cantautore finlandese (n. 1953)
- 27 febbraio - Arild Holm, sciatore alpino, allenatore di sci alpino e dirigente sportivo norvegese (n. 1942)
- 27 febbraio - Richard Lewis, attore e comico statunitense (n. 1947)
- 27 febbraio - Guido Macor, calciatore italiano (n. 1932)
- 27 febbraio - Richard Truly, astronauta statunitense (n. 1937)
- 28 febbraio - Jean Allison, attrice statunitense (n. 1929)
- 28 febbraio - Victoria Catlin, attrice statunitense (n. 1952)
- 28 febbraio - Vladimir Daniljuk, calciatore sovietico (n. 1947)
- 28 febbraio - Giancarlo Laurini, politico italiano (n. 1938)
- 28 febbraio - Luis Molteni, attore italiano (n. 1950)
- 28 febbraio - Evaristo Principe, scrittore e saggista italiano (n. 1940)
- 28 febbraio - Nikolaj Ivanovič Ryžkov, politico e ufficiale russo (n. 1929)
- 28 febbraio - Virgil, wrestler statunitense (n. 1951)
- 29 febbraio - David Bordwell, storico del cinema, critico cinematografico e blogger statunitense (n. 1947)
- 29 febbraio - Tor Enge, calciatore norvegese (n. 1945)
- 29 febbraio - Ruth Henig, politica e storica britannica (n. 1943)
- 29 febbraio - Rocco Maggi, politico italiano (n. 1948)
- 29 febbraio - Pietro Mazzola, botanico e biologo italiano (n. 1945)
- 29 febbraio - Brian Mulroney, avvocato, imprenditore e politico canadese (n. 1939)
- 29 febbraio - Ali Hassan Mwinyi, politico tanzaniano (n. 1925)
- 29 febbraio - Jean-Luc Pinel, sciatore alpino francese (n. 1947)
- 29 febbraio - Paolo e Vittorio Taviani, regista e sceneggiatore italiano (n. 1931)
- 29 febbraio - Paul Vachon, wrestler e politico canadese (n. 1937)